# Pejzaż językowy
Pejzaż językowy, krajobraz językowy (ang. linguistic landscape) – widoczność różnych języków w kontekście oznakowania publicznego i komercyjnego na danym terytorium lub w danym regionie. Pojęcie pejzażu językowego obejmuje znaki drogowe, billboardy reklamowe, nazwy ulic i miejscowości, szyldy sklepowe oraz oznakowania budynków użyteczności publicznej. Pejzaż językowy jest związany ze zróżnicowaniem językowym, społecznym i kulturowym miast.